# Hotell
För andra betydelser, se Hotell (olika betydelser).

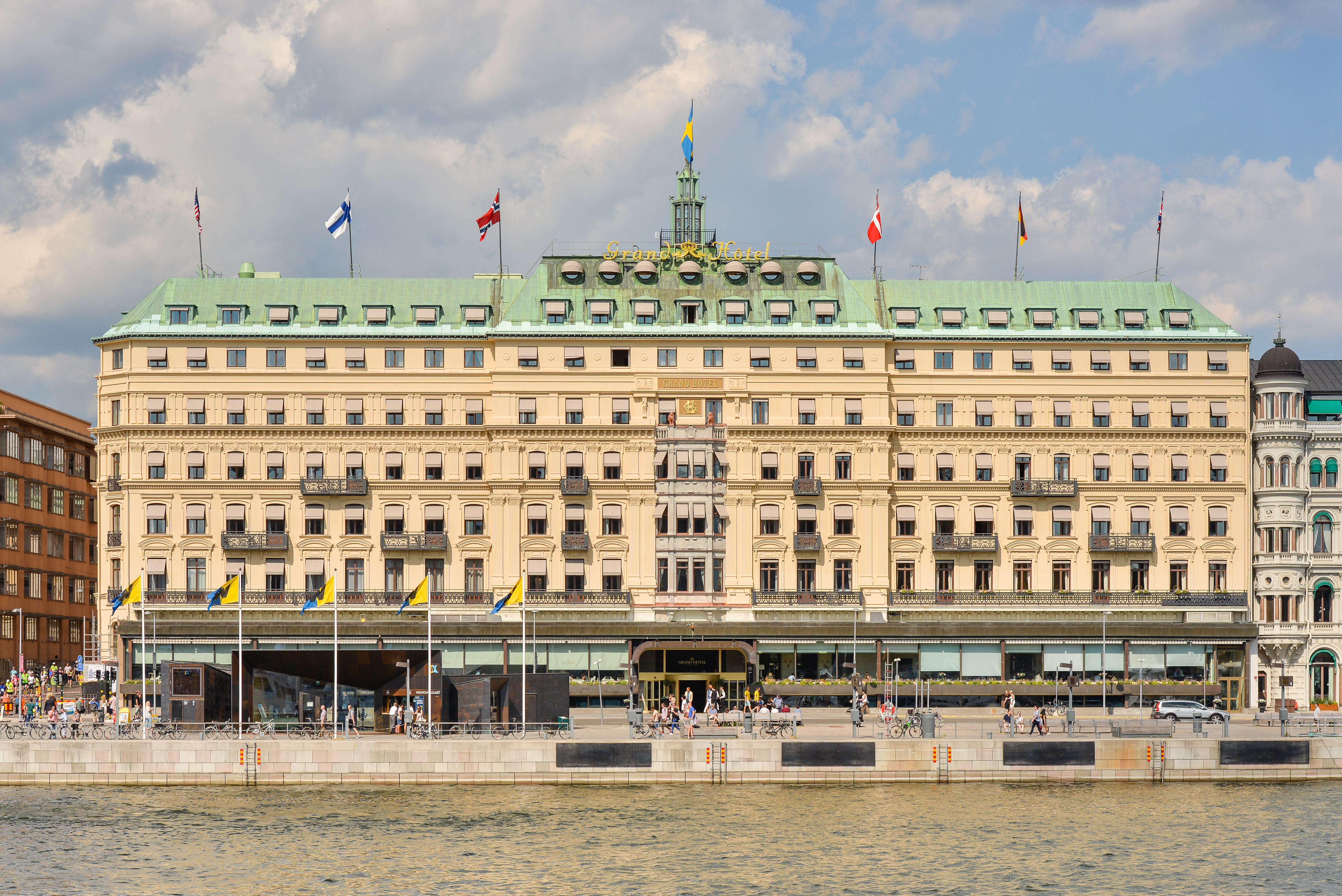
Grand Hôtel • Stockholm.

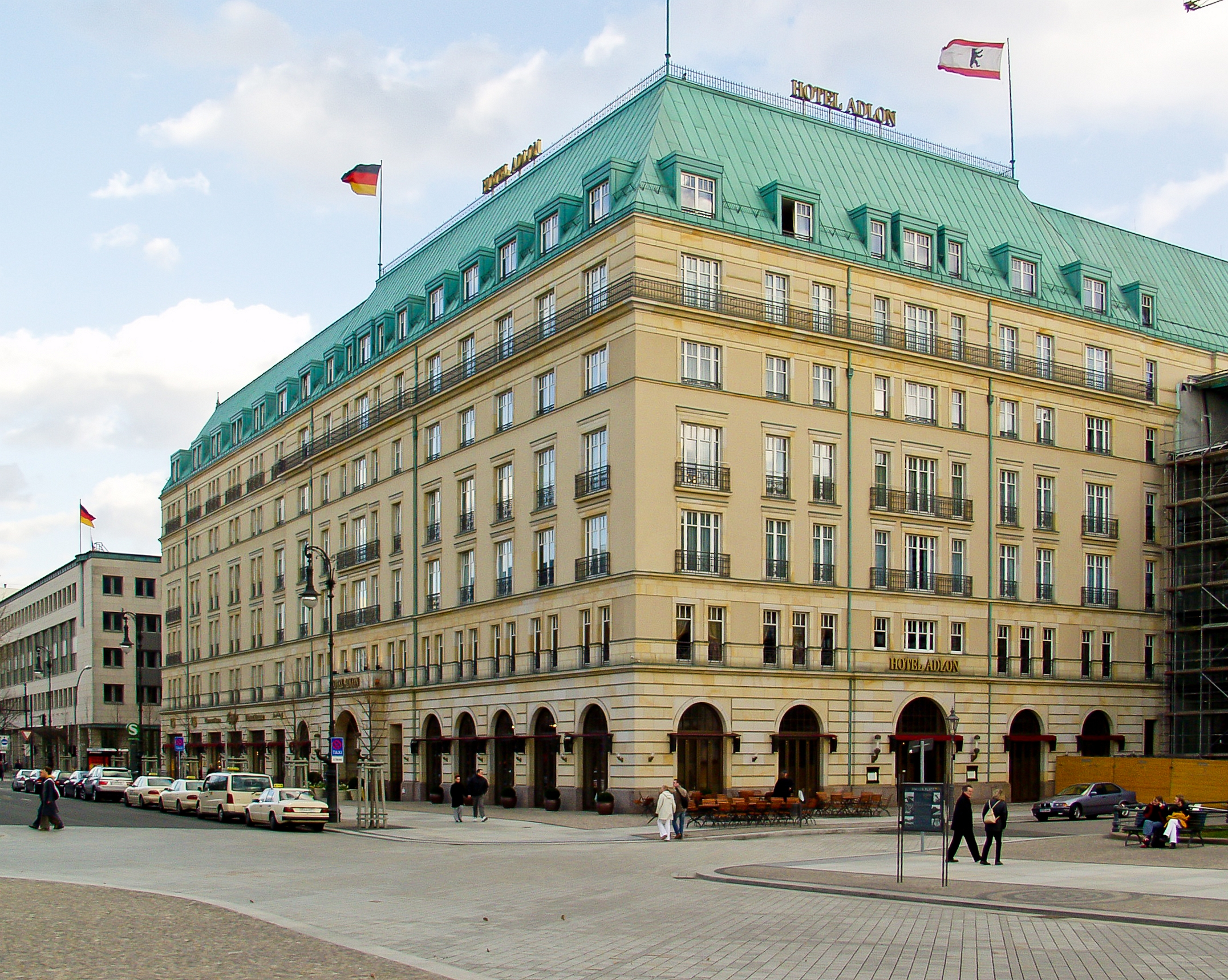
Hotel Adlon i Berlin.

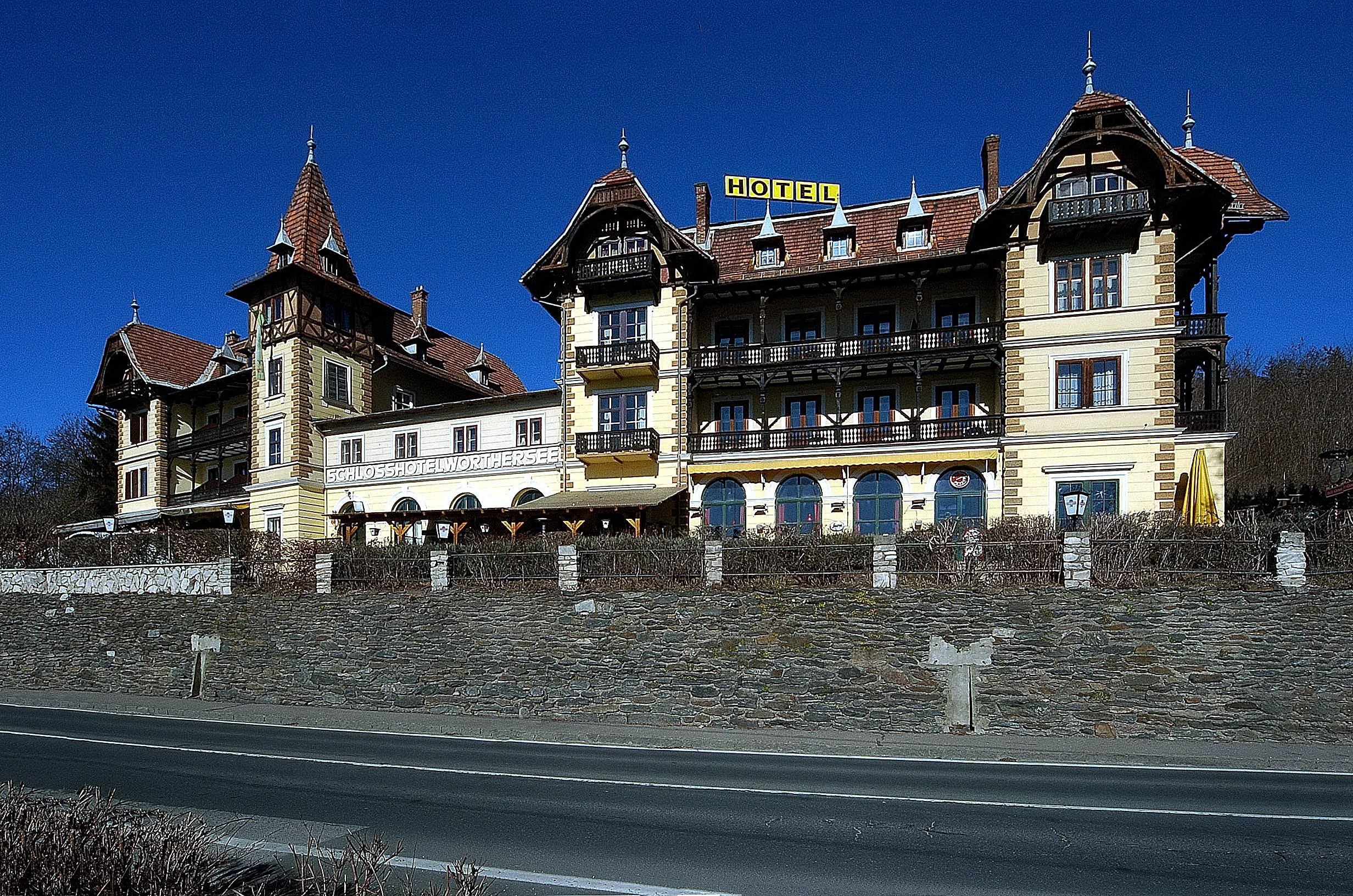
Schlosshotel Wörthersee i Klagenfurt, Kärnten, Österrike.

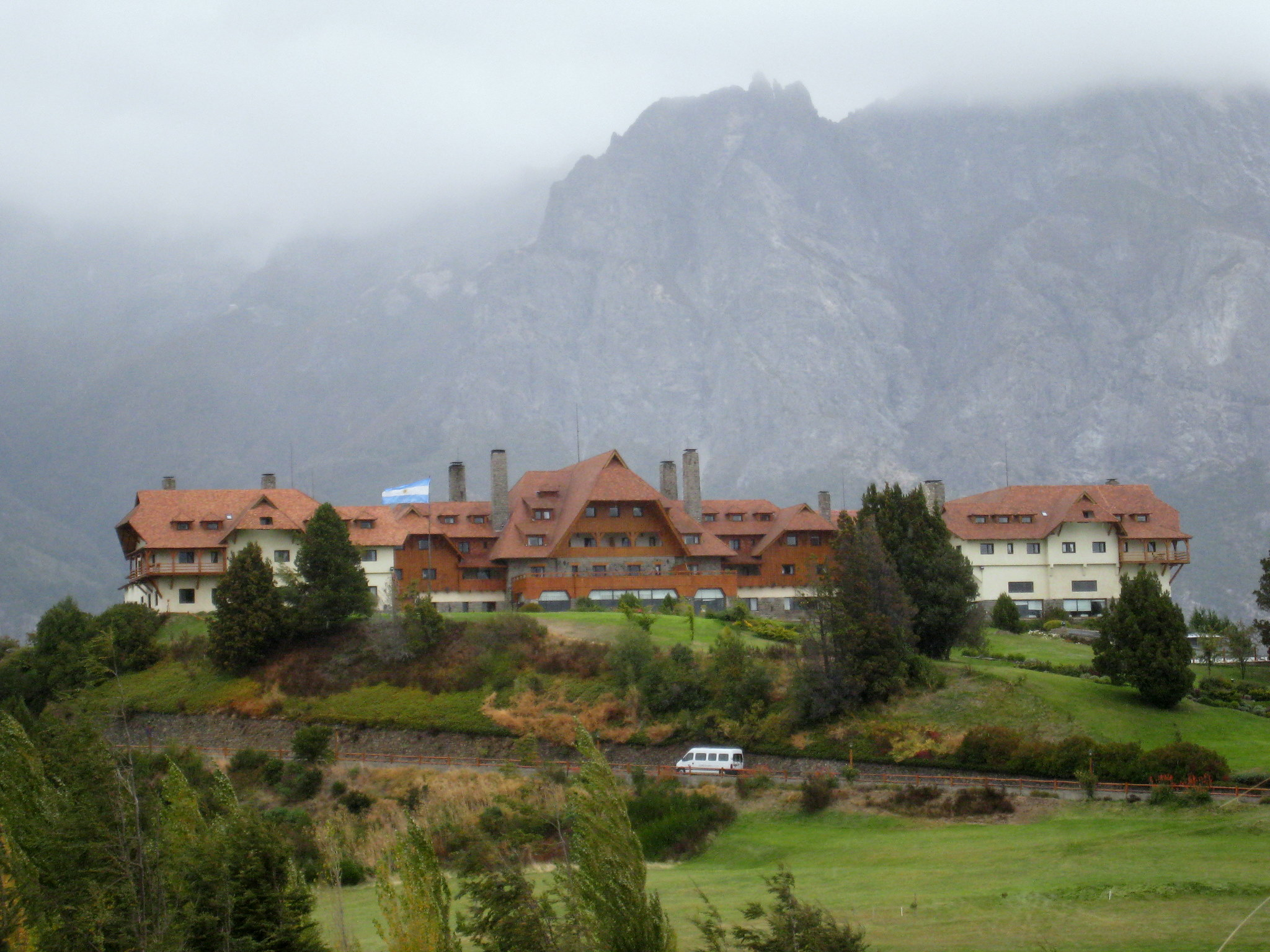
Hotel Llao llao i Bariloche, Argentina.

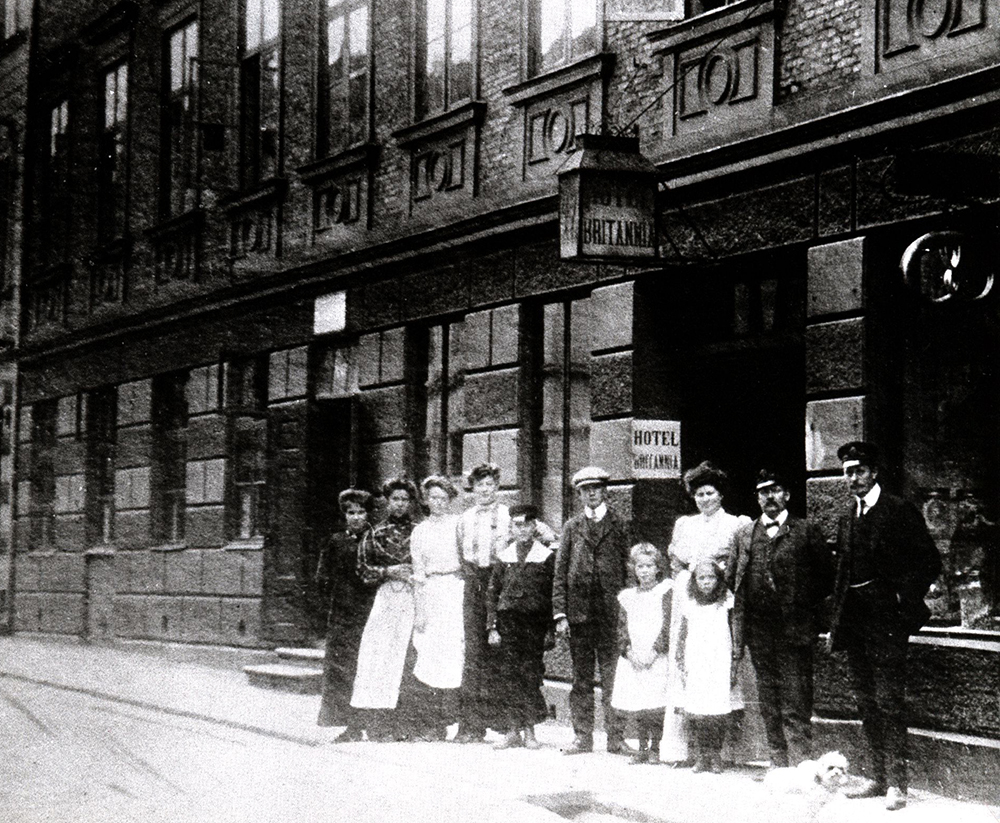
Personalen vid hotell Britannia i Göteborg kring 1900.

Ett hotell är en byggnad eller annan inrättning där rum för övernattning hyrs ut. Till skillnad från vandrarhem hyrs endast hela rum ut och inte enstaka sängar. Som regel är självhushåll inte möjligt på hotell även om antalet hotellägenheter ökar i Sverige, varför mat måste ordnas på något annat sätt, ibland i hotellets restaurang. Dessa restauranger har också en bifogad bar.
Standard och prislägen varierar avsevärt, från gemensam dusch i korridoren och frukostbricka på rummet, till hotell med flera valmöjligheter på frukostbordet än någon kan äta vid ett och samma tillfälle, badanläggning, gym, central-TV med filmvisning, restaurang, pub och butik. Hotell kan även erbjuda möjligheter att hålla affärskonferenser, kongresser och andra möten.
Det äldsta hotellet som fortfarande är i drift, är enligt Guiness rekordbok Nishiyama Onsen Keiunkan i Japan som öppnade år 705.

## Etymologi
Ordet "hotell" kommer från franskans hôtel (som i sin tur springer ur ordet hôte som betyder gäst), som ursprungligen inte hänvisar till en plats som erbjuder övernattning, utan snarare till ett stadshus eller en annan byggnad som många besöker. Det franska ordet hôtel har numera samma betydelse som det svenska hotell. Syftar man på ordets ursprungliga innebörd använder man numera hôtel particulier. Hôtel de Ville betyder dock stadshus, inte stadshotell.

## Klassificering av hotell
Klassificering av hotell används för att vägleda vid bokning av hotell. Många system använder sig av stjärnor för att signalera nivå men även andra typer av symboler används. 
Det finns idag inget officiellt globalt system för hotellklassificering. Inom Europa pågår ett projekt att försöka harmonisera ländernas befintliga system. Detta går under namnet Hotelstars Union.
Hotell i Sverige klassificeras frivilligt genom branschorganisationen Visita enligt Hotelstars Unions 270 kriterier.

## Hotell i Sverige
En byggnad där man hyr ut rum för övernattning kallades tidigare i Sverige gästgiveri. Det första hotellet som öppnades i Sverige var Bloms hôtel i Göteborg 1808. 1812 byggdes den första byggnaden avsedd som hotell, Hôtel Göta källare i samma stad. Ett av Stockholms första hotell startades 1832 av Abraham Christopher Behrens och kallades Hotell Garni (som också hotell med frukostservering kallas för i bland annat Tyskland). 
Då konstakademins byggnadsskola 1836–1837 utlyste en pristävling för "ett större värdshus eller hotell för resande" visade det att hotell hunnit bli en synonym för värdshus. Betydelsen var dock vacklande och kunde ibland även syfta på en förnäm byggnad eller representationsbyggnad för staden såsom i den ursprungliga franska betydelsen, så när Abraham Rydberg 1845 lämnade en donation för uppförandet av ett Hôtel de ville, tolkades det 1847 som ett stadshus, liknande det som uppförts i Norrköping 1802, där man förutom lokaler för stadens styrelse även inrättade festlokaler för stadens behov. När grunden 1857 lades för Hotell Rydberg tolkades det istället som just ett hotell.
Vid mitten av 1800-talet hade gästgiverierna råkat i vanrykte, och i många städer valde man därför att ersätta sina äldre och primitiva gästgiverier med stadshotell. En skarp gräns mellan gästgiverier och stadshotell går dock inte att dra: stadshotellet i Växjö uppfördes 1849–1852 som rådhus och gästgivargård, medan stadshotellet i Norrköping, Stora hotellet uppfört 1854–1857, redan från början kallades hotell. I Jönköping uppfördes det nya Stora hotellet 1856–1860.
För att bedriva hotellverksamhet i Sverige som omfattar fem hotellrum eller fler eller kan ta emot nio hotellgäster eller fler krävs tillstånd från polisen. Dessutom måste byggnaden vara godkänd för hotellverksamhet av Räddningstjänsten.

## Bokningssystem
I hotellbranschen idag används ett flertal olika IT-system. Lokalt på hotellen och konferensanläggningarna används så kallade PMS-system (Property management system) vilket i är stort en automatisering av det arbete som tidigare utfördes med papper och penna. Ett PMS-system håller reda på de hotellrum och konferenslokaler man har och ser till att man kan få optimal beläggning på dessa. Det håller vanligtvis också reda bland annat rummens städstatus, prislistor och betalsätt för respektive kund.
Ett PMS-system kan, men behöver inte, prata direkt eller indirekt via andra system med resebyråernas system. Bland resebyråernas system, de så kallade GDS:erna (Global Distribution System) kan nämnas Amadeus, Galileo, Sabre och Worldspan som från början var flygbolagens bokningssystem (motsvarigheten till hotellens PMS-system) men som kommit att utökas med möjlighet att boka hotellrum, tåg- och bussbiljetter, hyrbilar och många andra saker som behövs under det att man reser. Informationen som kan överföras automatiskt mellan ett PMS- och GDS-system är bland annat tillgänglighet och pris för att säkerställa att gästerna bokar till rätt pris och att hotellet inte blir överbokat.
PMS-system kan också automatiskt kommunicera med andra system såsom booking.com och hotels.com.

## Termer
- Rack Rate.[7] En benämning på ett hotells publika pris för ett hotellrum ett visst datum. Termen kommer från den tiden hotell hade nycklarna till hotellrummen upphängda på en tavla, på engelska benämnd Key Rack.
- Törna. Om ett hotell är överbokat och alla gäster kommer så kan man behöva törna en gäst för att man helt enkelt saknar hotellrum till gästen. Termen kommer från det engelska turn away[8] (skicka iväg), som även kallas farming out eller bara farming. Vanligtvis står det hotell som törnar en gäst för transporten, ofta med taxi, till det hotell där man bokat om gästen. Man står också ofta för mellanskillnaden i pris och kanske en middag som kompensation för obehaget för gästen.
- Walk In. En gäst som, utan bokning, kommer in på ett hotell för att bo en natt kallas ofta för en Walk In-gäst.

## Unika hotell
- Ishotell
- Undervattenshotell

## I populärkulturen
Hotell förekommer ofta i populärkulturen, och det finns många filmer och TV-serier som - mer eller mindre - utspelar sig i hotellmiljö.
- Elvis Presleys låt Heartbreak Hotel handlar om ett hotell som ensamma människor söker sig till.
- TV-serien Hotellet med James Brolin och Connie Sellecca utspelar sig på det fiktiva hotellet St. Gregory Hotel i San Francisco.
- Earl och hans bror Randy bor på ett hotell i TV-serien My Name Is Earl.
- TV-serien Pang i bygget med John Cleese utspelar sig på hotellet Fawlty towers.
- Alfred Hitchcocks film Psycho utspelar sig till stor del på ett motell.
- Stephen Kings roman Varsel handlar om en författare som beger sig till ett ödsligt hotell tillsammans med sin familj för att sköta hotellet över vintern.
- Stanley Kubricks film The Shining med Jack Nicholson i huvudrollen bygger på Kings roman Varsel och utspelar sig på ett hotell.
- År 1997 gjordes miniserien The Shining, som utspelar sig på ett hotell och är baserad på Kings roman.
- Mikael Håfströms film 1408 handlar om en författare som tillbringar en natt på ett hemsökt hotell.
- Skräckfilmen Vacancy utspelar sig i hotellmiljö.
- Miniserien Hotell Sacher från 2016 utspelar sig på det berömda Hotel Sacher i Wien kring sekelskiftet 1900.
- Dramaserien Hotell Halcyon från 2017 utspelar sig på ett femstjärnigt hotell i London under andra världskriget.
- 2010 års SVT-julkalender Hotell Gyllene Knorren utspelar sig på ett hotell.
- Under 1950- och 1960-talen skapades en rockstjärnemyt, där flera rockstjärnor gjorde sig kända för att slå sönder hotellrum.